# Bodommorden

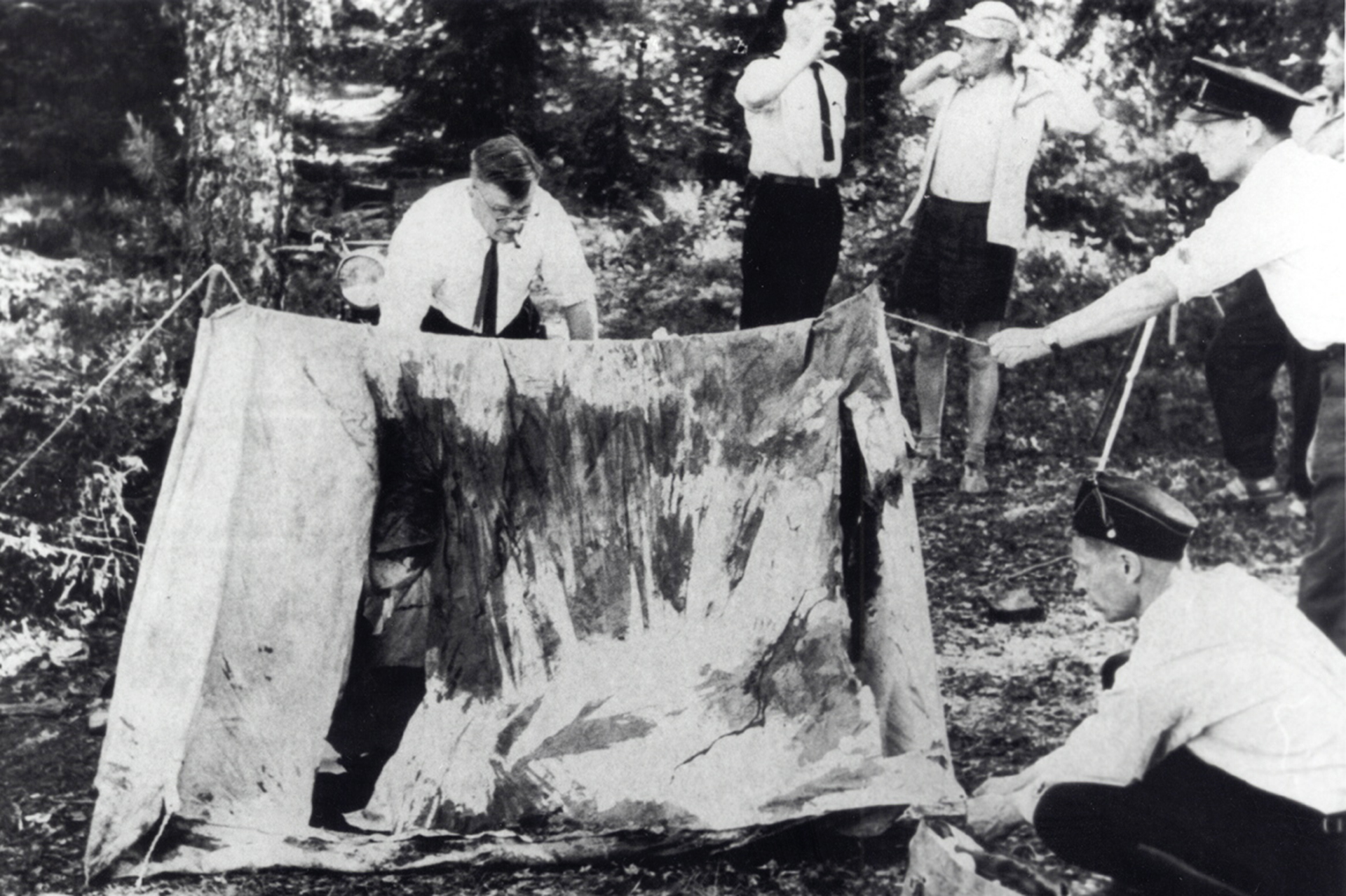
Tält undersöks efter morden.

Bodommorden ägde rum under pingsthelgen den 5 juni 1960 vid sjön Bodom träsk i Esbo, Finland.

## Mordet
Fyra tonåringar, Seppo Boisman (18 år), Nils Gustafsson (18 år), Maila Irmeli Björklund (15 år) och Anja Tuulikki Mäki (15 år), campade vid sjön och blev på natten angripna. Seppo, Irmeli och Anja dog då angriparen/angriparna med, eventuellt en stor sten (ett trubbigt föremål säger läkarutlåtanden), slog in skallbenen med så omfattande skador på hjärnan som följd, att de dog nästan omedelbart; de knivhöggs också. Nils skadades men undgick att bli mördad. På grund av hjärnskada minns han ingenting av händelsen. Man hade dock senare försökt att få honom under hypnos berätta om händelsen, men det lyckades inte.
Bodommorden har aldrig klarats upp, och misstankar har riktats åt många håll. Mer eller mindre troliga spekulationer har gjorts, men den överlevande Nils har framstått som en möjlig gärningsman då han var på platsen.

## Rättegång 2004
Baserat på förnyade genomgångar av tillgängliga fakta inleddes i Esbo tingsrätt den 4 augusti 2004, 44 år efter händelsen, en   huvudförhandling mot den då 62-årige Nils Gustafsson, som misstänkt för morden. I Finland preskriberas inte åtalsrätten för mord, varför en av de stora frågorna var om det juridiskt sett faktiskt var kvalificerat som mord. Även andra juridiska komplikationer kunde ha tillkommit, men den 7 oktober, 524 dagar efter det han häktats, förklarade tingsrätten honom icke-skyldig i sin dom, som är 31 sidor lång. Åklagarna gick inte vidare till hovrätten utan nöjde sig med tingsrättens dom.

### Åtalet
Åklagaren ansåg att ett av huvudmotiven var att Gustafsson försökt göra närmanden till Irmeli Björklund, men att hon avslagit inviterna till sex, vilket fick till följd att han tappat besinningen. Som bevis anförde åklagare, att Gustafsson haft med sig en kondom i sin plånbok. Domstolen fann inte påståendet om sexinvit styrkt. De två sällskapade.
Innan målet togs upp på nytt var den allmänna uppfattningen att Gustafsson fått nära nog dödliga skador 1960. Nu uppgav åklagaren att Gustafsson överdrivit sin skador och att de inte kunnat medföra minnesförlust. En stor del av åklagarens bevisning gick ut på att försöka belägga detta. Helt nya läkarutlåtanden på alla skador införskaffades. Tre läkare hördes som experter. Tingsrätten ansåg att Gustafsson när offren hittades varit handlingsoförmögen på grund av misshandeln.

### Diskutabla vittnen
Några vittnen som åklagaren förde fram var personer, vars omdömen kunde ifrågasättas. I sin bedömning av de vittnesmål som nådde tingsrätten ansåg rätten att berättelserna inte kan anses vara tillförlitliga. Ett av vittnena uppgav bland annat att hon kommit till platsen längs en oframkomlig väg (man måste simma över en å för att ta sig fram "längs stränderna", den väg vittnet uppgav sig ha tagit), hon kunde inte ange några detaljer, hon hade anmält sig till en tidning efter att Gustafsson häktats och hon kunnat läsa om fallet i tidningarna. Med hänsyn till det väldiga antalet fotografier av Gustafsson som publicerats ansågs det logiskt att hon kände igen Gustafsson. Ett antal kvinnor gick ut med berättelser till skandalpressen om att Gustafsson inför dem privat erkänt att han var skyldig. Till slut vägrade åklagaren att höra på dessa "Virpin" (efter Virpi, namnet på den första som anmälde sig till skandalpressen).
Då målet pågått ett tag drog åklagaren upp ett nytt faktum: förundersökaren på Centralkriminalen vittnade i rätten om att Gustafsson efter de första häktningsförhandlingarna den 28 mars 2004 nästan brutit samman då han insåg att han verkligen skulle häktas. När förundersökaren förde honom till cellavdelningen hade Gustafsson kastat sig på sängen och utbrustit "tehty mitä tehty, tuli 15 vuotta" (gjort är gjort, det blev femton år). – Nils Gustafsson är f.ö. svenskspråkig vilket kan ha inverkat på vad han sagt på finska även om han talar god finska. Detta uppfattade förhörsledaren som att Gustafsson erkände morden (på finska "tunnusti"). Gustafsson bestred allt och meddelade, att han inte kunde erinra sig att han sagt något sådant (påståendet om händelsen kom ett och ett halvt år senare) och försvaret ifrågasatte påståendet i sin helhet.
Före detta vittnesmål hade ingen haft anledning att tro annat än att Gustafsson konsekvent från början till slut bestridit sin skuld. Förhören med Gustafsson gjordes i förhörsvittnens närvaro och videofilmades. Förhörsledarens påstående ifrågasattes av försvaret också på den grund att förhörsledaren aldrig återkommit till händelsen i följdfrågor. Först nästan ett och ett halvt år senare återkom förhörsledaren, nu som vittne i rätten. Han hade inte heller berättat för någon annan om den påstådda bekännelsen (ens sina kolleger, trots att ett erkännande skulle ha haft enorm betydelse). Försvaret lät påskina, att förhörsledaren som i åratal på heltid jobbat med detta enda mål, såg sitt arbete rinna ut i sanden under domstolsförhandlingen och ställde upp med sitt vittnesmål för att rädda sitt livsverk.
Tingsrätten upptar förhörsledarens vittnesmål till diskussion i domen. Först påpekar tingsrätten (här fri översättning av den finskspråkiga domen) att "förhörsledaren har uppgett, att han uppfattade Gustafsson uttalande som ett bekännande av dråpen". Därefter finner tingsrätten, att "den omständigheten, att det påstådda uttalandet av Gustafsson (dvs. "gjort är gjort"-uttalandet) inte har lett till några åtgärder, påvisar att även om Gustafsson uttalat sig så, har det inte varit fråga om ett verkligt ställningstagande till skuldfrågan". Tingsrätten fortsätter med att påpeka att "även förhörsledaren har uppfattat det så", det vill säga att även förhörsledaren förstått att Gustafssons påstådda uttalande inte var ett allvarligt menat uttalande i skuldfrågan.

### Frikännande och ersättningar
Tingsrätten, som sammanträdde i maximisammansättning; lagmannen som ordförande, en lagfaren tingsdomare och nämndemännen, var enig i sitt frikännande.
Gustafsson fick 44 900 euro i ersättning av staten för frihetsberövandet som varade 59 dagar. Pressen hänvisar numera konsekvent varje gång Gustafsson nämns till "Gustafsson, som har av rätten förklarats oskyldig". Uttrycket "som förklarats oskyldig" är alltid med. Vardera av de två stora kvällstidningarna  hade egna avdelningar för fallet Gustafsson. En mängd insändare publicerades också i samband med rättegången. Kvällstidningen Iltalehti hade under perioden 3 april - 8 oktober totalt 24 löpsedlar med Gustafsson.

## Eftermäle
Bodom-morden hör till de mest omskrivna i Finlands kriminalhistoria, och det har bildats många myter kring händelsen.
Författaren Anja Snellman utkom 2005 med boken Kortvingar som bygger på historien kring Bodommorden. Titeln syftar på en typ av skalbaggar, så kallade kortvingar, som påträffades vid brottsplatsen.
2016 släpptes den finska skräckfilmen Bodom som är baserad på händelsen.
Det finländska death metal bandet Children of Bodom har tagit sitt namn efter denna händelse. Bandet har som tradition att alltid göra minst en låt om Bodom träsk på sina skivor.